# Московский 3-й кадетский корпус
3-й Московский Императора Александра II кадетский корпус — начальное военно-учебное заведение Военного министерства Российской империи, готовившее детей и подростков к военной службе.

## История

Открыт в 1868 году по повелению Александра II в Москве для подготовки дворянских детей к воинской службе. Кадет набирали из дворянских детей Москвы и губерний Московской, Тверской, Владимирской, Вологодской и Смоленской. Для размещения кадет было приспособлено здание, построенное в 1830-х годах как казарма учебного Стрелкового полка, раньше называемого Карабинерным. Впоследствии в этих стенах располагался неранжированный батальон того же полка (отделение военных кантонистов) и, во второй половине 1850-х годов, временно находился Александровский Брестский кадетский корпус, расформированный в 1863 году.
Школа кантонистов была преобразована в 1859 году в Московское Училище военного ведомства, переименованное в 1866 году в Московскую военно-начальную школу, имевшую целью готовить военных писарей для учреждений и управлений, служить подготовительной школой для пиротехнических заведений, готовить инженерных кондукторов, топографов и словорезов для военного ведомства; 6 июля 1868 года состоялось Высочайшее повеление о преобразовании Московской военно-начальной школы в Московскую военную прогимназию, воспитанники которой, по окончании курса в ней, переходили в пехотные юнкерские училища и в дальнейшем прохождении службы достигали офицерского звания. После 8-летнего существования, 9 июля 1876 года, приказом по военному ведомству, Московская военная прогимназия была преобразована в 4-ю Московскую военную гимназию, переименованную в 1882 году в 4-й Московский кадетский корпус. Позднее, в 1892 году, прежний 3-й Московский кадетский корпус был закрыт и 4-й Московский корпус высочайшим повелением от 31 августа 1892 года принял его имя.
- 1867—1876 — Московская военная прогимназия;
- 1876—1882 — 4-я Московская военная гимназия;
- 1882—1892 — 4-й Московский кадетский корпус;
- 1892—1908 — 3-й Московский кадетский корпус;
- 1908—1918 — 3-й Московский Императора Александра II кадетский корпус.

… В 1-й [военной] гимназии было много лучше; во-первых, помещение, бывший дворец, большие залы, паркетные полы, не было того прогимназического духа что был у нас. У нас были длинные, выложенные асфальтом коридоры, здания очень старые, где часто вылезали огромные крысы, в особенности ночью, когда приходилось проходить эти длинные коридоры, чтобы попасть в места, обыкновенно, не столь отдаленные, многие боялись.
— К. К. Отфиновский. Мое пребывание в кадетском корпусе и военном училище. // «Военная Быль», январь 1968 года

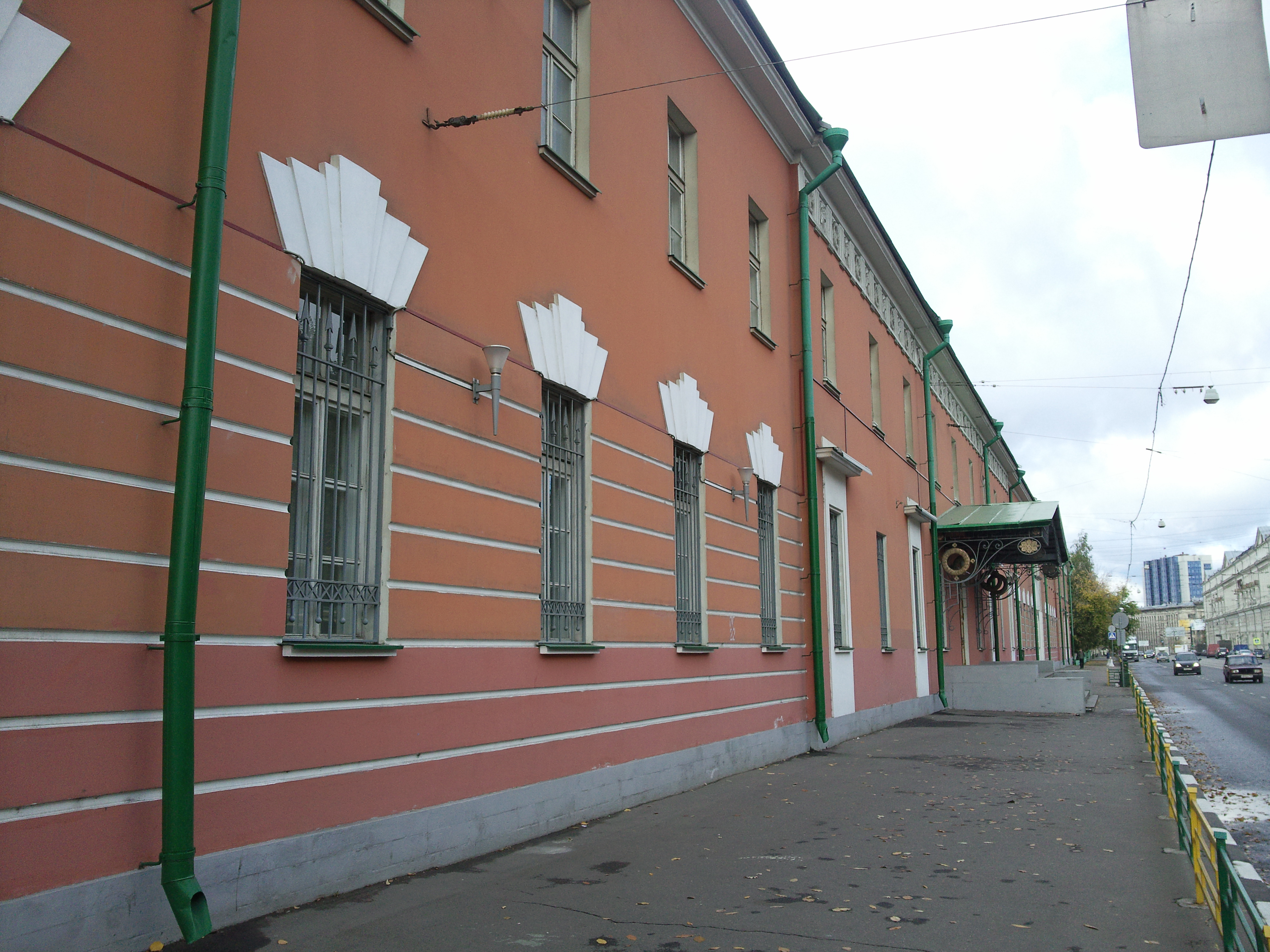
Бывшее здание 3-го Московского корпуса в Красных казармах

- 12 ноября 1903 году корпусу было пожаловано знамя.
- Осенью 1905 года в корпусе произошёл так называемый «кадетский бунт», произведший большой переполох в Военном министерстве, где его сочли результатом проникновения революционных идей в военные школы. Главные виновники — 24 человека, предназначались к исключению из корпуса. Благодаря вмешательству Великого Князя Константина Константиновича, несколько воспитателей и педагогов были уволены, а кара, грозившая кадетам, смягчена — через месяц после исключения они были амнистированы и снова приняты в корпус.[1]
- 6 мая 1908 года 3-й Московский кадетский корпус переименован в 3-й Московский Императора Александра II кадетский корпус.
- 1917 г. Во время Октябрьских боёв в Москве  кадеты Корпуса вместе с юнкерами Алексеевского военного училища выступили с оружием в руках против советской власти. Сопротивление было подавлено и Корпус прекратил своё существование.[2]

… 12-го ноября 1903 года корпусу Высочайше пожаловано знамя; 6-го февраля 1906 г., в присутствии Его Императорского Высочества Великого Князя Константина Константиновича, Августейшего Главного начальника в. у. з., состоялась прибивка его, причем Его Императорское Высочество вбил первый гвоздь, и далее вбивали гвозди старшие начальники гарнизона г. Москвы, служащие корпуса, кадеты и заслуженные служители, а на следующий день, 7-го февраля 1906 г., после освящения, знамя было вручено Его Императорским Высочеством Директору корпуса, генерал — майору Лобачевскому, который передал его знаменщику, вице-унтер-офицеру Липпингу, после чего все служащие в корпусе, во главе с Директором корпуса, и кадеты приняли присягу.
На телеграмму, отправленную Августейшим Главным Начальником в. у. з. Государю Императору по случаю торжеств прибивки и освящения знамени, корпус удостоился получить следующий ответ:
«Благодарю офицерских чинов и кадет 3-го Московского кадетского корпуса за выраженные чувства. Уверен, что в будущей службе своей в рядах Нашей армии кадеты будут доблестно поддерживать честь знамени, под которым они воспитывались».

НИКОЛАЙ
Телеграмма Августейшего Главного Начальника в. у. з. была составлена в следующих выражениях:
Царское Село
Его Императорскому Величеству.
Директор, служащие и кадеты 3-го Московского кадетского корпуса, безмерно осчастливленные великою Монаршею милостью пожалованием знамени, просят меня повергнуть к стопам Вашего Императорского Величества чувства безграничной преданности и готовности примерной службой заслужить оказанное корпусу драгоценное благоволение Вашего Величества.

Генерал-адъютант КОНСТАНТИН.
Приказ по корпусу, в котором были объявлены эти телеграммы, заканчивался следующими словами Директора корпуса:
«Гг. офицеры, чиновники и кадеты корпуса!
Мы не можем, конечно, лучше ответить на Царскую милость, как мы — старшие приложить все старания для безукоризненного исполнения наших обязанностей и, младшие — кадеты возможно лучше вести себя, и тем вырабатывать характер, и учиться для того, чтобы приобретать знания, которые необходимы каждому, именующему себя человеком; знания необходимы также для блага нашей дорогой родины».
Наконец, Высочайшим приказом от 6-го мая 1908 г. 3-й Московский кадетский корпус переименован в 3-й Московский Императора Александра ІІ-го кадетский корпус.
Так как первым учебным заведением, находившимся в здании, занимаемом ныне нашим корпусом, и преследовавшим те же цели, как ныне кадетские корпуса, то есть доставлять малолетним, предназначенным к военной службе в офицерском звании и, преимущественно, сыновьям заслуженных офицеров, общее образование и соответствующее их предназначению воспитание, была Московская военная прогимназия и так как наблюдается полная преемственная связь нынешнего корпуса с этой прогимназией, то началом существования и истории нашего корпуса следует считать момент возникновения Московской военной прогимназии, то есть 6 июля 1868 г., когда об этом состоялся Высочайший приказ…
Штатный состав воспитанников третьего корпуса 500 человек, но, кроме этих, казеннокоштных воспитанников, есть ещё сверхштатные своекоштные, сверхкомплектные стипендиаты и приходящие, т. ч. общее число воспитанников в корпусе около 570 человек. Воспитанники распределены по 20 классным отделениям и 4 ротам. Классов — 7.
С 1868 года до настоящего времени 3-й Московский Императора Александра ІІ-го кадетский корпус и военно-учебные заведения, наследником которых он является, дали много честных и полезных слуг Престолу и Родине. Период с 1868 г. по настоящее время (1910), сравнительно небольшой для жизни учебного заведения, поэтому среди бывших воспитанников корпус не может назвать лиц, занимающих или занимавших высокие и ответственные на военной службе посты. Тем не менее, уже теперь есть генерал-майоры из числа бывших воспитанников.
Но если мы пойдем в сборный зал, то увидим там на мраморных досках, черных и белых, осененных знаком высшего воинского отличия, орденом св. Великомученика и Победоносца Георгия, славные и дорогие сердцу кадета 3-го Московского Императора Александра II-го кадетского корпуса имена и фамилии бывших воспитанников Московской военной прогимназии, 4 Московской военной гимназии, 4 Московского кадетского корпуса и 3-го Московского кадетского корпуса, из которых многие умерли славною смертью героев на поле брани, свято исполнив свой долг перед Царем и Отечеством, а немногие, более счастливые, своими геройскими подвигами там же заслужили высшую боевую награду.
— Ф. В. Греков. Краткий исторический очерк военно-учебных заведений. 1700—1910. — Москва, 1910. Составил преподаватель 3-го Московского императора Александра II кадетского корпуса
- Корпусной и храмовый праздник отмечался в один день — 23 ноября.

Старый адрес (1879): Москва, ул. Красноказарменная, 4; Кадетский плац — не сохранился на 1917 г.
Новый адрес: 1 Москва, 1-й Краснокурсантский пр., 1/4

### Организация корпуса

Штатный состав воспитанников составлял 500 человек, из казеннокоштных — кадеты-интерны, находящееся на полном государственном содержании. Кроме казеннокоштных воспитанников, были ещё сверхштатные своекоштные кадеты-экстерны — содержащиеся на собственный счет, которые лишь посещали классы корпуса, а также стипендиаты, содержащиеся на проценты с капиталов, пожертвованных разными учреждениями и лицами.
Общее число воспитанников — 570 человек.
В корпусе было семь классов. Классы формировались по возрастному цензу следующим образом:
- от 10-ти до 12-ти лет — в I,
- от 11-ти до 13-ти — во II,
- от 12-ти до 14-ти — в III,
- от 13-ти до 15-ти — в IV,
- от 14-ти до 16-ти — в V,
- от 15-ти до 17-ти — в VI,
- от 16-ти до 18-ти — в VII классы.

При этом лета исчислялись по 10-е августа года поступления в корпус.
Отчет рот производился в обратном порядке по отношению к классам.
Воспитанники распределялись по 3-м ротам:
- VII; VI классы — 1 рота;
- V; IV классы — 2 рота;
- III; II; I классы — 3 рота.

Роты были разделены на отделения из 28—35 кадет.

Ближайшим к кадетам начальством в кадетских корпусах являлись отделенные офицеры-воспитатели, которые принимали одно из отделений первого класса при поступлении кадет в корпус и вели это отделение семь лет курса кадетского корпуса через все «сциллы и харибды», невзгоды и радости до выпуска, переходя вместе со своими питомцами из роты в роту.
Естественно, что в течение этих семи лет, протекавших в стенах корпуса, взаимоотношения между офицером-воспитателем и кадетами его отделения в числе 25-30 человек имели большое значение для обеих сторон. Офицер составлял на каждого из своих кадет аттестацию, где в заранее напечатанных графах помещались все данные о его успехах, способностях нравственных и физических качествах, поведении, прилежании и характере. Эти характеристики имели большое значение как для аттестации кадет на педагогических советах, периодически рассматривавших их, так и для поступления в военное училище. С другой стороны, начальство офицера-воспитателя в лице ротных командиров и директора корпуса весьма считались с тем, как живёт тот или иной воспитатель со своими кадетами, имеет ли между ними достаточный авторитет, привил ли дисциплину и имеет ли на них влияние. От всего этого зависела карьера офицера и его дальнейшая служба.
— Марков А. Л. [militera.lib.ru/memo/russian/markov_al/index.html Кадеты и юнкера]. — Буэнос-Айрес, 1961. Офицеры-воспитатели.
Юноши, успешно закончившие корпус, приравнивались к вольноопределяющимся 1-го разряда и получали право на поступление в военные училища, в случае неспособности к воинской службе — на партикулярный чин 14-го класса.

### Расписание 3-го Московского кадетского корпуса на 1910 г.
- 6.00 — подъём;

- 6.00 — 7.00 — умывание, молитва, утренний чай;
- 7.00 — 7.45 — утренний воспитательский осмотр, утренние занятия;
- 7.45 — 8.00 — отдых и прогулка;
- 8.00 — 14.40 — уроки (шесть уроков, по 50 мин. с переменами по 10 мин.);
- 10.50 — 11.50 — большая перемена, во время которой — завтрак и прогулка;
- 15.00 — 16.00 — обед;
- 16.00 — 18.00 — свободное время, музыка, ручной труд, пение, фехтование и другие необязательные занятия;
- 18.00 — 20.00 — самоподготовка, приготовление уроков;
- 20.00 — вечерний чай, чистка, умывание;
- 21.00 — отход ко сну младших кадетов (1, 2, 3, 4 и 5-е классы);
- 22.00 — отход ко сну кадетов старших классов (6 и 7-е классы).

В летних лагерях кадеты занимались чтением книг, решением задач, повторением пройденного, списыванием с книг, диктантами. Во время экскурсий и прогулок кадеты собирали гербарии, насекомых, минералы. С 1911—1912 годов в кадетских корпусах введена стрельба начиная с 4-го класса. Организуются прогулки-экскурсии применительно к программе «Юных разведчиков (скаутов)» Баден-Пауля во всех классах.

## Офицерский и гражданский состава корпуса

### Список офицерского состава корпуса на 1910 г.

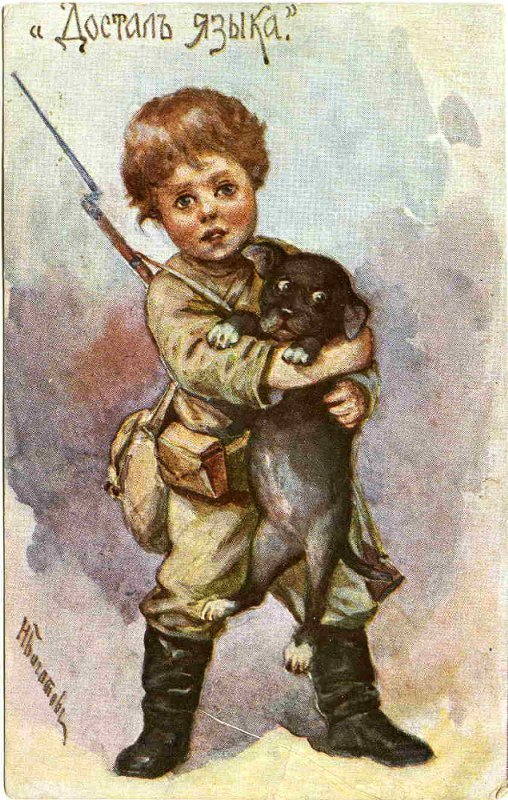

- Лобачевский, Валерьян Лукич — генерал — майор, директор (1867 г.р.),[5]
- Большев, Александр Владимирович — полковник инспектор классов,
- Унгерман, Иван Викентьевич — подполковник, шт. преподаватель,
- Степанов, Петр Константинович — полковник, ротный командир,
- Матов, Александр Дмитриевич — полковник, ротный командир,
- Рахубовский, Владимир Николаевич — полковник, ротный командир,
- Стравинский, Николай Альфредович — подполковник, офицер — воспитатель,
- Зыбин, Владимир Александрович — подполковник, офицер — воспитатель,
- Сипягин, Сергей Иванович — подполковник, офицер — воспитатель,
- Васильев, Петр Васильевич — подполковник, офицер — воспитатель,
- Караев, Константин Анатольевич — подполковник, офицер — воспитатель,
- Харкевич, Михаил Христианович — подполковник, офицер — воспитатель,
- Фисечков, Стефан Яковлевич — подполковник, офицер — воспитатель,
- Брюхов, Алексей Владимирович — подполковник, офицер — воспитатель,
- Подвинский, Яков Ефимович — подполковник, офицер — воспитатель,
- Харкевич, Федор Николаевич — подполковник, офицер — воспитатель,
- Рашков, Владимир Дмитриевич — подполковник, офицер — воспитатель,
- Заржецкий, Евгений Адольфович — подполковник, офицер — воспитатель,
- Янов, Михаил Николаевич — капитан, офицер — воспитатель,
- Лебедев, Николай Петрович — капитан, офицер — воспитатель,
- Герасимов, Петр Степанович — капитан, офицер — воспитатель,
- Ртищев, Николай Александрович — капитан, офицер-воспитатель,
- Гортинский, Вениамин Михайлович — штабс-капитан, офицер — воспитатель,
- Сервирог, Виктор Андреевич — штабс-капитан, офицер — воспитатель,
- Астафьев, Владимир Семенович — подполковник, смотритель здания,
- Аэтовский, Петр Михайлович — поручик, заведующий обмундированием.

### Директора Четвёртого (впоследствии Третьего) Московского корпуса
- 1868—1876 — Генерал-майор Святловский, Владимир Викентьевич (директор военной прогимназии)
- 13.08.1876—04.11.1883 — полковник (с 30.08.1880 г. — генерал-майор) Хамин, Александр Николаевич
- 1883—1885 — Генерал-майор Васютинский, Василий Павлович
- 1885—1896 — Полковник (впоследствии генерал-майор) Хотяинцов, Александр Иванович
- 1896—1899 — Генерал-майор Шатилов, Николай Павлович
- 1899—1903 — Генерал-майор Смирнов, Иасон Дмитриевич
- 1903—1905 — Генерал-майор Ферсман, Евгений Александрович
- 1905-? — Генерал-майор Лобачевский, Валерьян Лукич (1867 г.р.)
- с 1917 — Полковник Гирс, Георгий Федорович

### Директора б. Третьего Московского корпуса (закрытого в 1892 г.)
- Генерал-майор Бертолотти,(Бертолиотти) Николай Николаевич
- 1886—1888 — Генерал-майор Рейнеке, Александр Георгиевич

### Инспектора классов
- Генерал-майор Большев, Александр Владимирович

### Офицеры воспитатели
- Ремизов, Николай Митрофанович—1893
- подполковник Стравинский
- командир 1-й роты, полковник Корольков

### Персонал
- Лебедкин Николай Васильевич (1857—1910 гг.). Статский советник, старший врач корпуса;
- Едвабинский — секретарь — 1889 г.
- Афанасьев — секретарь — 1890—1892 гг.
- Хотяинцев — секретарь — 1892 г.

### Кавалеры Ордена Святого Георгия и Георгиевского оружия
- Вейсфлог, Александр Аполлонович (вып. 1882), генерал-майор
- Успенский, Александр Васильевич (вып. 1874 г.), подполковник.
- Рацул Сергей Михайлович (вып. 1878 г.), полковник.
- Побоевский, Вячеслав Францевич (вып. 1882 г.), подполковник.
- Гобято, Леонид Николаевич (вып. 1893 г.), подполковник.
- Карамышев, Дмитрий Дмитриевич (вып. 1896 г.), штабс-капитан.
- Карамышев, Владимир Дмитриевич (вып. 1898 г.), поручик.

Кроме этих лиц, кадет 7-го класса (вып. 1900 г.), Мациевский Георгий, находясь в отпуску у отца во время Китайской войны, будучи по собственному желанию ординарцем у генерала Орлова, за толковую передачу распоряжений начальника отряда под огнём неприятеля, в боях под Айгуном и Хайларом удостоился награждения знаком отличия Военного ордена 4-й степ. Портрет его находился в 1-й роте корпуса.

### Убитые и умершие от ран, полученных в боях
- Страхов Валериан Митрофанович (вып. 1884 г.), капитан.
- Каташев Петр Александрович (вып. 1874 г.), подполковник.
- Подольский Василий Владимирович (вып. 1877 г.), капитан.
- Корецкий Федор Павлович (вып. 1878 г.), капитан.
- Коссацкий Владимир Владиславович (вып. 1884 г.), капитан.
- Орлов Владимир Алексеевич (вып. 1882 г.), капитан.
- Побуковский Константин Иванович (вып. 1886 года), капитан.
- Шишкин Александр Александрович (вып. 1889 года), штабс-капитан.
- Алтуфьев Александр Александрович (вып. 1891 года), штабс-капитан.
- Федоров Иван Петрович (вып. 1891 года), капитан.
- Дубов Александр Александрович (вып. 1893 г.), штабс-капитан.
- Муфель Георгий Михайлович (вып. 1895 г.), поручик.
- Микульшин Николай Николаевич (вып. 1896 года), поручик.
- Городыский Георгий Вячеславович (вып. 1898 года), поручик.
- Збиковский Артур Андреевич (вып. 1898 г.), поручик.
- Поплавский Михаил Францевич (вып. 1898 года), поручик.
- Бирюков Александр Иванович (вып. 1899 года), подпоручик.
- Данилов Александр Алексеевич (вып. 1899 года), подпоручик.
- Бергенстроле, Евгений Карлович (вып. 1889), полковник

### Известные выпускники
См. также: Выпускники 3-го Московского кадетского корпуса